# 大佩吕斯
大佩吕斯（法語：Peyrusse-Grande，法語發音：[peʁys ɡʁɑ̃d]）是法国热尔省的一个市镇，与旧佩吕斯相邻，属于欧什区。

## 地理
大佩吕斯（43°37'56"N, 0°12'51"E）面积25.5 平方千米，位于法国奧克西塔尼大區热尔省，该省份为法国西南部内陆省份，北起顺时针与洛特-加龙省、塔恩-加龙省、上加龙省、上比利牛斯省、大西洋比利牛斯省和朗德省接壤。
与大佩吕斯接壤的市镇（或旧市镇、城区）包括：巴苏、卡利扬、卡佐当格莱斯、加扎和巴卡里斯、吕皮亚克、旧佩吕斯、圣皮埃尔多贝济。

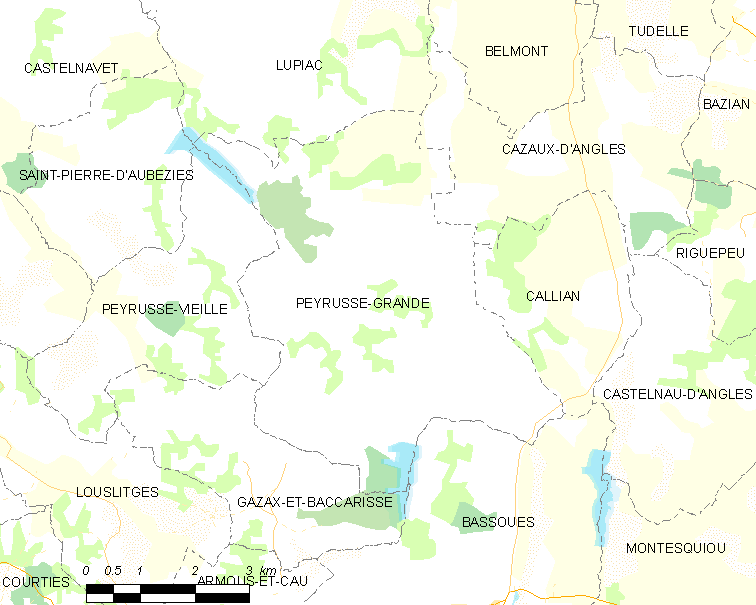
大佩吕斯的OSM定位图

大佩吕斯的时区为UTC+01:00、UTC+02:00（夏令时）。

## 行政
大佩吕斯的邮政编码为32320，INSEE市镇编码为32315。

## 政治
大佩吕斯所属的省级选区为弗藏萨克县。

## 人口

1962-2008年间大佩吕斯人口变化图示

大佩吕斯于2022年1月1日时的人口数量为149人。